# Uterga
Uterga es un municipio español de la Comunidad Foral de Navarra, situado en la Merindad de Pamplona, en la comarca de Puente la Reina y a 19 km de la capital de la comunidad, Pamplona.

## Demografía
Uterga cuenta con una población de 171 habitantes (INE 2024).

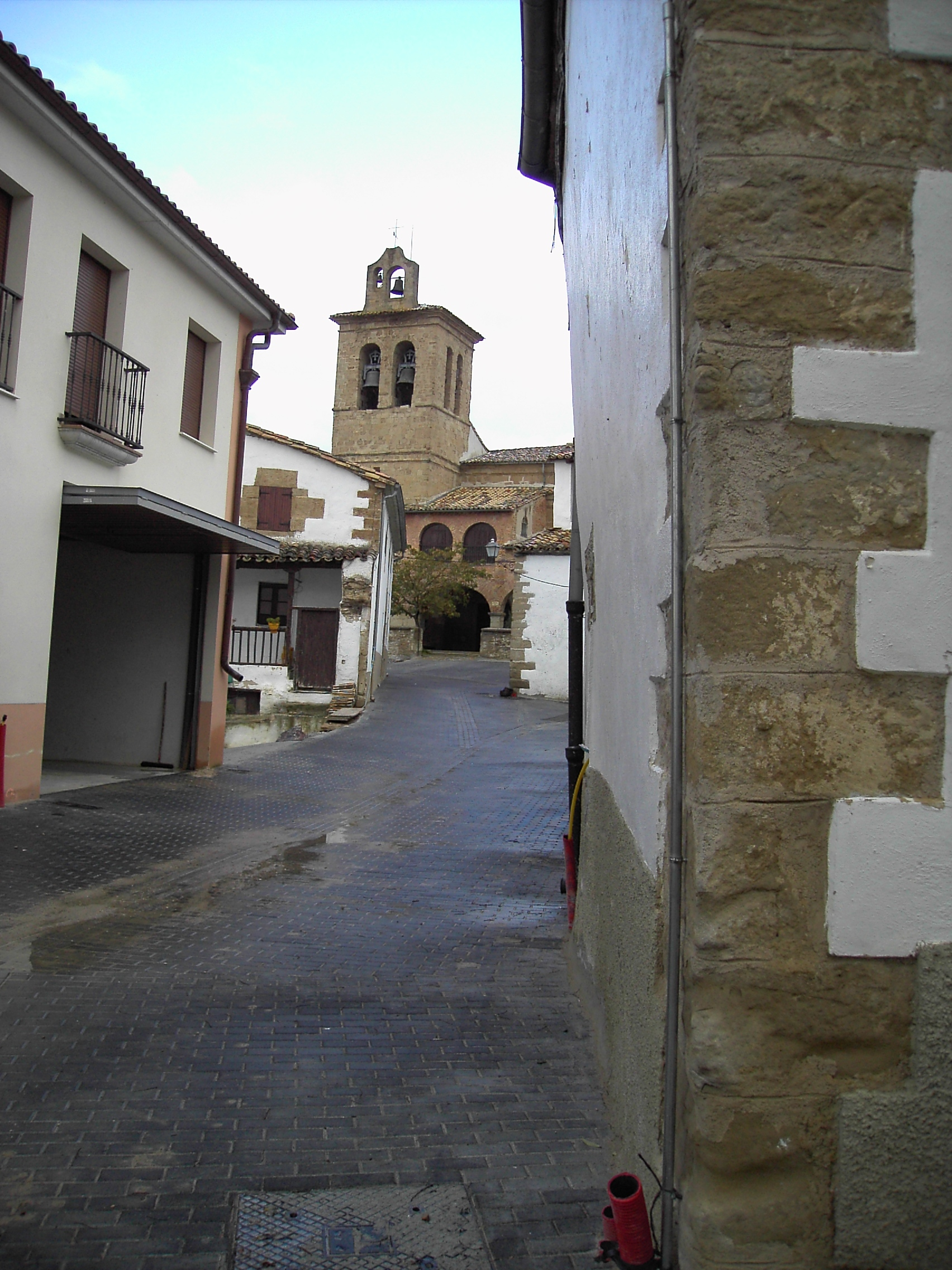
Iglesia de Uterga

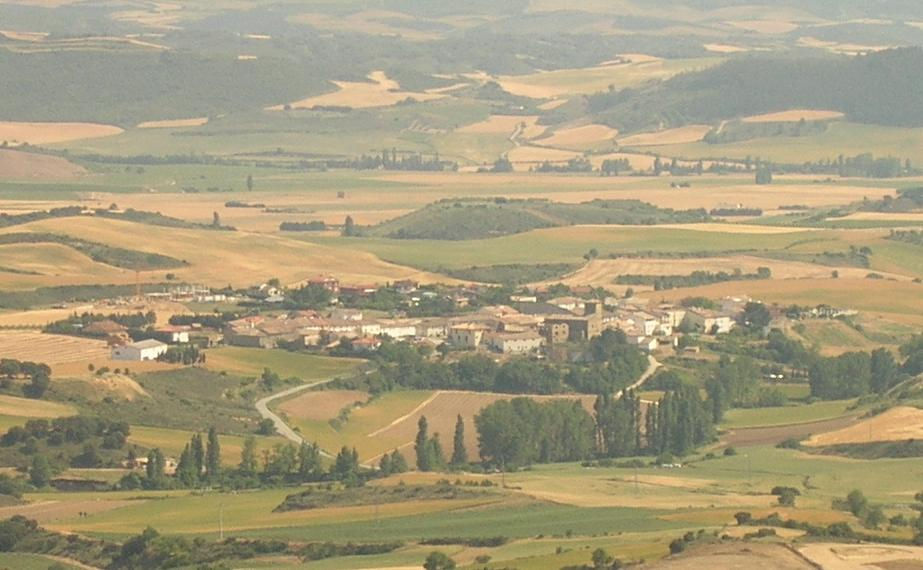
Uterga desde El Perdón

| Gráfica de evolución demográfica de Uterga entre 1842 y 2021 |
| |
| Población de derecho según los censos de población del INE Población de hecho según los censos de población del INEEn este censo se denominaba Uterga con Aquiturriain: 1842 |

## Comunicaciones
| Eskualdeko Hiri Garraioa/Transporte Urbano Comarcal |   |
| Taxi Iruñerria                                      |   |
| Zona                                                | B |
| Estaciones                                          |   |